# 24h Le Mans 1956

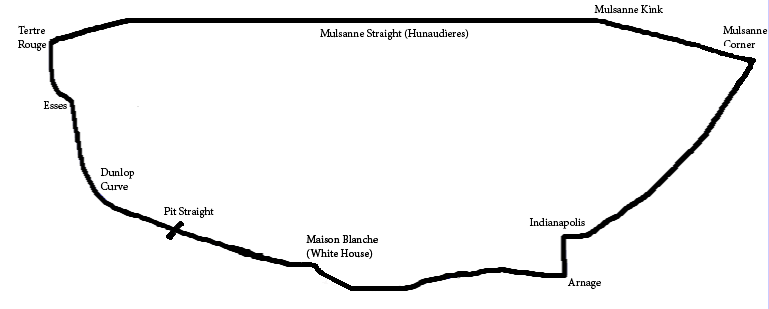
Tor Circuit de la Sarthe

24h Le Mans 1956 – 24–godzinny wyścig rozegrany na torze Circuit de la Sarthe w dniach 28–29 lipca 1956 roku.

## Wyniki
Źródło: experiencelemans.com
| Poz. | Klasa | Nr | Zespół                        | Kierowcy                                   | Nadwozie                | Silnik                  | Okr. |
| ---- | ----- | -- | ----------------------------- | ------------------------------------------ | ----------------------- | ----------------------- | ---- |
| 1    | S 5.0 | 4  | Ecurie Ecosse                 | Ninian Sanderson Ron Flockhart             | Jaguar D-Type           | Jaguar 3.4L I6          | 300  |
| 2    | S 3.0 | 8  | Aston Martin Ltd.             | Stirling Moss Peter Collins                | Aston Martin DB3S       | Aston Martin 2.9L I6    | 299  |
| 3    | S 3.0 | 12 | Scuderia Ferrari              | Olivier Gendebien Maurice Trintignant      | Ferrari 625LM Touring   | Ferrari 2.5L I4         | 293  |
| 4    | S 5.0 | 5  | Equipe Nationale Belge        | Jacques Swaters Freddy Rousselle           | Jaguar D-Type           | Jaguar 3.4L I6          | 284  |
| 5    | S 1.5 | 25 | Porsche KG                    | Richard von Frankenberg Wolfgang von Trips | Porsche 550A/4 RS Coupe | Porsche 1.5L Flat-4     | 282  |
| 6    | S 5.0 | 1  | Jaguar Cars Ltd.              | Mike Hawthorn Ivor Bueb                    | Jaguar D-Type FI        | Jaguar 3.4L I6          | 280  |
| 7    | S 1.1 | 36 | Lotus Engineering             | Reg Bicknell Peter Jopp                    | Lotus 11                | Coventry Climax 1.1L I4 | 253  |
| 8    | S 1.1 | 33 | Cooper Car Company            | Ed Hugus John Bentley                      | Cooper T39              | Coventry Climax 1.1L I4 | 252  |
| 9    | S 1.5 | 30 | Claude Bourillot              | Claude Bourillot Henri Perroud             | Maserati 150S           | Maserati 1.5L I4        | 245  |
| 10   | S 750 | 40 | Automobiles Deutsch et Bonnet | Gérard Laureau Paul Armagnac               | DB HBR5                 | Panhard 0.7L Flat-2     | 231  |
| 11   | S 750 | 45 | Automobiles Deutsch et Bonnet | Jean-Claude Vidilles Jean Thépenier        | DB HBR                  | Panhard 0.7L Flat-2     | 225  |
| 12   | S 750 | 46 | Automobiles Deutsch et Bonnet | André Héchard Roger Masson                 | DB HBR                  | Panhard 0.7L Flat-2     | 220  |
| 13   | S 1.5 | 34 | Porsche KG                    | Roland Bourel Maurice Slotine              | Porsche 356A/4          | Porsche 1.3L Flat-4     | 212  |
| 14   | S 1.1 | 41 | Just-Emile Vernet             | Jean-Marie Dumazer Lucien Campion          | VP 166R                 | Renault 0.8L I4         | 210  |

### Niesklasyfikowani
| Poz. | Klasa | Nr | Zespół            | Kierowcy                | Nadwozie              | Silnik               | Okr. |
| ---- | ----- | -- | ----------------- | ----------------------- | --------------------- | -------------------- | ---- |
| 15   | S 3.0 | 14 | Aston Martin Ltd. | Tony Brooks Reg Parnell | Aston Martin DBR1/250 | Aston Martin 2.5L I6 | 246  |

### Nie ukończyli
| Poz. | Klasa | Nr | Zespół                        | Kierowcy                                     | Nadwozie                      | Silnik                  | Okr. |
| ---- | ----- | -- | ----------------------------- | -------------------------------------------- | ----------------------------- | ----------------------- | ---- |
| 16   | S 3.0 | 17 | Automobiles Talbot            | Louis Rosier Jean Behra                      | Talbot-Lago Sport 2500        | Maserati 2.5L I6        | 220  |
| 17   | S 5.0 | 6  | Roger Walshaw                 | Roger Walshaw Peter Bolton                   | Jaguar XK140                  | Jaguar 3.5L I6          | 209  |
| 18   | S 3.0 | 9  | Aston Martin Ltd.             | Peter Walker Roy Salvadori                   | Aston Martin DB3S             | Aston Martin 2.9L I6    | 173  |
| 19   | S 1.5 | 32 | Lotus Engineering             | Colin Chapman Herbert MacKay-Fraser          | Lotus 11                      | Coventry Climax 1.5L I4 | 172  |
| 20   | S 2.0 | 22 | Jean Lucas                    | Francois Picard Robert Tappan                | Ferrari 500 TR                | Ferrari 2.0L I4         | 137  |
| 21   | S 1.5 | 24 | Porsche KG                    | Umberto Maglioli Hans Herrmann               | Porsche 550A/4 RS             | Porsche 1.5L Flat-4     | 136  |
| 22   | S 1.1 | 37 | René Breuil                   | Jean Py Yves Dommée                          | RB                            | Fiat-O.S.C.A. 1.1L I4   | 116  |
| 23   | S 3.0 | 4  | Scuderia Ferrari              | André Simon Phil Hill                        | Ferrari 625LM Touring         | Ferrari 2.5L I4         | 107  |
| 24   | S 2.0 | 23 | Automobiles Frazer-Nash Ltd.  | Richard Stoop Tony Gaze                      | Frazer-Nash Sebring           | Bristol 2.0L I6         | 100  |
| 25   | S 3.0 | 16 | Automobiles Gordini           | Hernando da Silva Ramos André Guelfi         | Gordini T23S                  | Gordini 2.5L I6         | 90   |
| 26   | S 1.1 | 35 | Lotus Engineering             | Cliff Allison Keith Hall                     | Lotus 11                      | Coventry Climax 1.1L I4 | 89   |
| 27   | S 3.0 | 19 | Jean-Paul Colas               | Serge Nersessian Georges Monneret            | Salmson 2300S                 | Salmson 2.3L I4         | 80   |
| 28   | S 3.0 | 15 | Automobiles Gordini           | Robert Manzon Jean Guichet                   | Gordini T15S                  | Gordini 2.5L I8         | 80   |
| 29   | S 2.0 | 20 | Equipe Nationale Belge        | Alain de Changy Lucien Bianchi               | Ferrari 500 TR                | Ferrari 2.0L I4         | 76   |
| 30   | S 1.5 | 29 | Automobiles Gordini           | André Milhoux Charles de Clareur             | Gordini T17S                  | Gordini 1.5L I6         | 67   |
| 31   | S 750 | 48 | Moretti Automobili            | Marcel Lauga Jean-Michel Durif               | Moretti 750 Gran Sport Zagato | Moretti 0.7L I4         | 62   |
| 32   | S 1.5 | 26 | Porsche KG                    | Max Nathan Helm Glöckler                     | Porsche 356 Carrera 1500      | Porsche 1.5L Flat-4     | 61   |
| 33   | S 2.0 | 21 | Pierre Meyrat                 | Pierre Meyrat Fernand Tavano                 | Ferrari 500 TR                | Ferrari 2.0L I4         | 61   |
| 34   | S 3.0 | 7  | Prince Paul Metternich        | Prince Paul Metternich Wittigo von Einsiedel | Mercedes-Benz 300 SL          | Mercedes-Benz 3.0L I6   | 58   |
| 35   | S 750 | 49 | Automobiles Panhard           | Jean Hémard Pierre Flahaut                   | Monopole X88                  | Panhard 0.7L Flat-2     | 4650 |
| 36   | S 1.5 | 27 | Wolfgang Seidel               | Mathieu Hezemans Carel Godin de Beaufort     | Porsche 550A/4 RS             | Porsche 1.5L Flat-4     | 48   |
| 37   | S 750 | 50 | Automobiles Panhard           | Pierre Chancel André Beaulieux               | Monopole X88                  | Panhard 0.7L Flat-2     | 46   |
| 38   | S 1.5 | 28 | Gustave Olivier               | Claude Storez Helmut Polensky                | Porsche 550/4 Spyder          | Porsche 1.5L Flat-4     | 45   |
| 39   | S 750 | 52 | Automobili Stanguellini       | René Philippe Faure Gilbert Foury            | Stanguellini 750 Sport        | Stanguellini 0.7L I4    | 36   |
| 40   | S 1.5 | 31 | Louis Cornet                  | Louis Cornet Robert Mougin                   | Maserati 150S                 | Maserati 1.5L I4        | 35   |
| 41   | S 3.0 | 18 | Automobiles Talbot            | Goffredo Zehender Jean Lucas                 | Talbot-Lago Sport 2500        | Maserati 2.5L I6        | 32   |
| 42   | S 750 | 53 | Automobili Stanguellini       | Pierre Duval Georges Guyot                   | Stanguellini 750 Sport        | Stanguellini 0.7L I4    | 23   |
| 43   | S 750 | 47 | Moretti Automobili            | Marceau Esculus Francois Guillaud            | Moretti 750 Gran Sport        | Moretti 0.7L I4         | 22   |
| 44   | S 750 | 51 | Louis Héry                    | Louis Héry Lucien Pailler                    | Monopole X86                  | Panhard 0.7L Flat-2     | 5    |
| 45   | S 750 | 42 | Automobili O.S.C.A.           | Jean Laroche Rémy Radix                      | O.S.C.A. Sport 750            | O.S.C.A. 0.7L I4        | 4    |
| 46   | S 5.0 | 3  | Jaguar Cars Ltd.              | Jack Fairman Ken Wharton                     | Jaguar D-Type                 | Jaguar 3.4L I6          | 3    |
| 47   | S 5.0 | 2  | Jaguar Cars Ltd.              | Paul Frère Desmond Titterington              | Jaguar D-Type                 | Jaguar 3.4L I6          | 2    |
| 48   | S 3.0 | 11 | Scuderia Ferrari              | Alfonso de Portago Duncan Hamilton           | Ferrari 625LM Touring         | Ferrari 2.5L I4         | 2    |
| 49   | S 750 | 44 | Automobiles Deutsch et Bonnet | Fernand Carpentier Pierre Savary             | DB HBR5                       | Panhard 0.7L Flat-2     | 2    |